# Lucia Moholy
Lucia Moholy (Praag, 18 januari 1894 - Zürich, 17 mei 1989) was een uit Praag afkomstige Britse fotografe.
Moholy studeerde aan de universiteit van Praag maar ging in 1915 werken voor uitgeverijen. In 1920 ontmoete zij bij een uitgever de constructivist László Moholy-Nagy, met wie ze een jaar later trouwde. Toen hij in 1923 als docent ging werken bij Bauhaus in Weimar volgde Moholy eerst een fotografiecursus bij Otto Eckner, in de jaren 1925-1926 gevolgd door een opleiding bij de academie van Leipzig.
In 1924 verhuisde het echtpaar naar het Bauhaus in Dessau. Moholy was hier van 1924 tot 1928 actief als fotografe: in honderden foto's legde zij de gebouwen van Bauhaus vast, en deze foto's werden onder andere gebruikt in promotiemateriaal voor de opleiding. Ze was overigens niet officieel in dienst als fotografe; ook werd ze vaak niet als de maakster vermeld.
In 1928 vertrok het echtpaar naar Berlijn. Een jaar later gingen ze uit elkaar en in 1934 kwam het tot een echtscheiding. Moholy werkte als docent fotografie bij een particuliere opleiding. In 1934 vluchtte ze naar Londen, waar zij zich ontwikkelde tot een gewilde fotografe die bekende personen als Ruth Fry en Margaret Goldsmith voor de lens kreeg. In 1939 gaf zij het boek A hundred years of photography uit.
In 1948 werd ze benoemd tot lid van de Royal Photographic Society.
Moholy ging in 1959 met pensioen en verhuisde naar Zwitserland. Ze schreef onder andere nog een boek over haar werk voor Bauhaus.

## Erkenning
Moholy was een representant van de Neue Sachlichkeit. In de donkere kamer ontwikkelde zij nieuwe technieken, samen met haar echtgenoot. Haar foto's werden veelvuldig gebruikt door Bauhaus in hun brochures en boeken, maar haar naam werd zelden erbij vermeld. Ook in de Bauhausboeken waaraan zij zelf actief meewerkte, verscheen haar naam niet. Nadat ze uit Berlijn was gevlucht, nam Bauhaus-oprichter Walter Gropius haar negatieven in beheer en gebruikte deze onder andere voor fototentoonstellingen, waar haar naam eveneens niet werd vermeld. Haar foto's zijn daardoor vaak toegekend aan haar echtgenoot of aan Gropius.
Met veel moeite wist ze in 1957 een deel van haar negatieven terug te krijgen van Gropius.
- Bibsys: 98073083
- Biblioteca Nacional de España: XX5234599
- Bibliothèque nationale de France: cb127630745 (data)
- Catàleg d'autoritats de noms i títols de Catalunya: 981060405869106706
- CiNii: DA10819792
- Gemeinsame Normdatei: 119024225
- International Standard Name Identifier: 0000 0001 1078 5700
- Library of Congress Control Number: n85250384
- Bibliotheek van het Japanse parlement: 00524508
- Nationale Bibliotheek van Tsjechië: ola20241225307
- Nationale Bibliotheek van Israël: 987007364332705171
- Nederlandse Thesaurus van Auteursnamen: 071745661
- PIC: 18344
- RKD-Nederlands Instituut voor Kunstgeschiedenis: 315211
- Istituto Centrale per il Catalogo Unico: TO0V402936
- SIKART: 4002156
- Système universitaire de documentation: 168403978
- Museum of New Zealand Te Papa Tongarewa: 30145
- Union List of Artist Names: 500008672
- Virtual International Authority File: 95733967
- WorldCat: E39PBJyGWJprWwcKCTGWWgHgrq